# La Haute-Chapelle
La Haute-Chapelle era un comune francese di 622 abitanti situato nel dipartimento dell'Orne nella regione della Normandia.
Il 1º gennaio 2016 è confluito nel comune di Domfront-en-Poiraie.

## Società

### Evoluzione demografica
Abitanti censiti